# مغيلة (الجزائر)
إحدي بلديات ولاية تيارت التابعة إداريا لدائرة مغيلة.
تشتهر المنطقة بتنظيم احتفالات ألعاب الخيل نهاية فصل الربيع من كل عام.